# Magnor
Magnor este o localitate din comuna Eidskog, provincia Hedmark, Norvegia, cu o suprafață de 1,38 km² și o populație de 945 locuitori (2013).